# Behenöl
Behenöl (altägyptisch Baq, oder Baqet) ist ein Pflanzenöl des Meerrettichbaumes (Moringa oleifera) es wird darum auch als Moringaöl oder Benöl bezeichnet. Seinen Namen hat das Öl wegen seines Gehaltes an Behensäure. Informationen über das Behenöl (auch Benöl, Soringaöl, Moringaöl) gehen zurück bis in das Altertum. Es wird auch noch von Moringa peregrina und Moringa concanensis gewonnen.

## Ursprünge
Im Alten Ägypten wurde das Behenöl gemäß Inschriften der 6. Dynastie aus dem nördlichen Asien importiert und ist erstmals unter König (Pharao) Sahure belegt. Der Transport erfolgte stets abgefüllt in Henkelkrügen und aufbewahrt wurde es vielfach in „Gravidenflaschen“.
Das fast geruchlose, hellgelbe bis hellbräunliche und süßlich schmeckende Öl, das aus den Samen des Moringabaumes gewonnen wurde, benutzten die Altägypter als Beimischung beim Kochen, als Parfüm (Kyphi), als Salbkegel bei Balsamierungen oder in der Medizin. Das Öl wird fast nicht ranzig. Die auch noch im Mittelalter als Arzneidroge (behem) genutzten Samen, insbesondere von Moringa oleifera und Moringa peregrina, wurden später auch als Behennüsse bezeichnet.
Das Öl enthält rund 70–75 % Ölsäure, 3–6,5 % Palmitinsäure, 6–8 % Stearinsäure, 4–7,8 % Arachinsäure, etwa 5 % Lignocerinsäure und jeweils bis 2 % Gadolein- und Palmitoleinsäure, bis 1 % Linolsäure sowie etwa 3,5–5 % Behensäure.

## Weitere Verwendung
Über den Meerrettichbaum, der ursprünglich aus Indien stammt, wo er am Fuße des Himalayagebirges wächst, wurde in den alten Veden vor 5000 Jahren schon berichtet und die Ayurveda spricht davon, dass Moringa über 300 Krankheiten heilen könne. Die Anwendung des Behenöles nahm schon in der traditionellen Ayurveda-Medizin einen hohen Stellenwert ein. Als Speiseöl wird Moringaöl vor allem in Indien und Afrika eingesetzt.
In der Kosmetik wird Moringaöl zur Grundlage von Salben und Cremen verwendet, auch bei der Herstellung von Mazeraten, sowie in der Enfleurage zur Herstellung von ätherischen Ölen und Pomaden. Neben der hohen Stabilität besitzt das Öl auch noch Duftstoff-fixierende Eigenschaften und eignet sich daher als Bestandteil in Kosmetika (INCI: Moringa Oleifera Seed Oil).
Das äußerst stabile Öl wurde bis in das 19. Jahrhundert hinein als feinmechanisches Schmieröl in der Uhrenindustrie, vor allem in der Schweiz und Deutschland eingesetzt. Als Nahrungsmittel wurde Behenöl um 1920 durch das wesentlich billigere Olivenöl vom europäischen Markt verdrängt. Es ist jedoch das bekannteste stabile Pflanzenöl.
Das Behenöl kann auch zu Brennzwecken und als Biodiesel genutzt werden.